# Crkva sv. Martina u Jamninci Pisarovinskoj
Crkva sv. Martina je rimokatolička crkva u naselju Jamnica Pisarovinska koje je u sastavu općine Pisarovina.

## Opis
Barokna crkva s cinktorom sagrađena je između 1740. i 1749. godine na mjestu starije crkve kao jednobrodna građevina s užim svetištem, sakristijom i zvonikom na zapadnom pročelju. Dvije pravokutne kapele, od kojih je sjeverna polukružno zaključena, nalaze se s obje bočne strane čime dobiva tlocrt latinskog križa. Prostor broda natkriven je recentnim stropom, a svetište križnim svodom. Nekadašnji svod broda urušen je kao posljedica ratnih razaranja i nije bio obnavljan. Kapele su svođene češkim svodom, a prostor sakristije i podnožje zvonika križno. Sačuvan je barokni inventar iz radionice biskupa Branjuga. Barokna kurija župnog dvora sagrađena 1785. godine je prizemnica s podrumom zidana kamenom i drvom. U neposrednoj blizini smješteni s drveni gospodarski objekti.

## Zaštita
Pod oznakom Z-2631 zavedena je kao nepokretno kulturno dobro – pojedinačno, pravna statusa zaštićena kulturnog dobra, klasificirano kao "sakralna graditeljska baština".